# 刘延皓
刘延皓（？—937年），中国五代十国时期后唐将官，为后唐末代皇帝也是他的姐夫李从珂短暂担任枢密使。

## 家世
刘延皓生年不详，应州浑元人。祖父刘建立、父刘茂成都以军功被推为边将。而嫁给李从珂的其姐刘夫人在《新五代史》的传记则载他们的父亲为刘茂威。长兴三年（932年），李从珂被养父当时的皇帝李嗣源任为凤翔节度使，署年轻的刘延皓为元随都校，奏加检校户部尚书。刘延皓在凤翔时，以温厚为人称道。

## 李从珂年间
清泰元年（934年），李从珂推翻自己的养弟、时为皇帝的李嗣源亲子李从厚，成为皇帝。他立刘延皓的姐姐刘夫人为皇后。因是皇后的弟弟且有谨慎温厚之称，刘皇后又性格强戾为李从珂所忌惮，刘延皓起初被李从珂除宫苑使，加检校司空，不久改宣徽南院使、检校司徒。次年（935年）四月，任刘延皓为刑部尚书，充枢密使、太保。七月，罢官，又以为天雄节度使、鄴都留守、检校太傅。这都是刘皇后促成的。
刘延皓掌天雄军后，为人变了。他夺取人的钱财、园宅，受贿，聚集歌僮为长夜之饮，不及时供给三军，内外都怨恨他。清泰三年（936年）五月，当时李嗣源女儿晋国长公主的丈夫河东节度使石敬瑭已叛李从珂，屯将捧圣都虞候张令昭趁机兵变，意在夺取军镇加入河东叛军。刘延皓出奔相州，再逃到都城洛阳。张令昭自称留后。李从珂怒，命远贬刘延皓，执政大臣和有司也请求以军法处置他；但因刘皇后请求，六月，他只是被削官爵归家。七月，张令昭的兵变被宣武节度使兼中书令、天雄四面行营招讨使、知魏博行府事范延光镇压。中书省奏称刘延皓既被削夺，其部下行军司马李延筠、副使边仁嗣以下也应放归田里。李从珂大怒，诏大理寺卿说：“帅臣失守，已被削夺了，其僚佐又要承担什么罪责？”但最终还是依中书省所奏。但刘延皓并未完全失宠于李从珂。九月，李从珂最初派去对石敬瑭作战的太原四面招讨使张敬达被石敬瑭及其支持者后唐北邻敌国契丹的太宗皇帝联军击败后，刘延皓与中书侍郎同平章事判三司张延朗、宣徽南院使刘延朗成为李从珂亲征石敬瑭的主倡者。

## 身亡
但当李从珂派去的另一将领诸道行营都统东北面行营招讨使赵德钧也被契丹、河东联军击败后，李从珂军军心崩溃。李从珂感到处于绝境，回洛阳与刘皇后等阖家自焚。刘延皓起初藏匿于龙门广化寺。自称后晋皇帝的石敬瑭进入洛阳后，下诏大赦李从珂官属，但责张延朗、刘延朗、刘延皓为奸邪贪猥的贼臣，罪不可赦。刘延皓躲藏数日后，上吊自杀。